# 高炉家酒
高炉家酒，又称高炉酒，是高炉镇出产的一种白酒，是安徽双轮酒业有限公司旗下的一个品牌。

## 沿革
源于明初工部侍郎张整(字思齐)因鲠直忤官道遭致仕，由金陵返乡后嘱家人勿官而从商贩酒，后人遵命于1403年所创立的酒坊。传至咸丰年间，张氏后人将酒坊一分为二，兄弟二人分别拥有“会海糟坊”和“广和糟坊”，直至1949年9月当局将两家酒坊合并成立公营高炉糟坊，后数度易名。高炉家酒乃以高粱、小麦为原料，采用中温曲、中高温曲、高温曲、和特高温曲四种曲酿成的兼香型白酒。现产品包括高炉家、老高炉、和迎客松系列。2010年6月，高炉家酒、和谐家酒荣获中国优质产品称号。